# Eumorphobotys eumorphalis
Eumorphobotys eumorphalis är en fjärilsart som beskrevs av Caradja 1925. Eumorphobotys eumorphalis ingår i släktet Eumorphobotys och familjen Crambidae. Inga underarter finns listade i Catalogue of Life.